# Honvéd-szobor

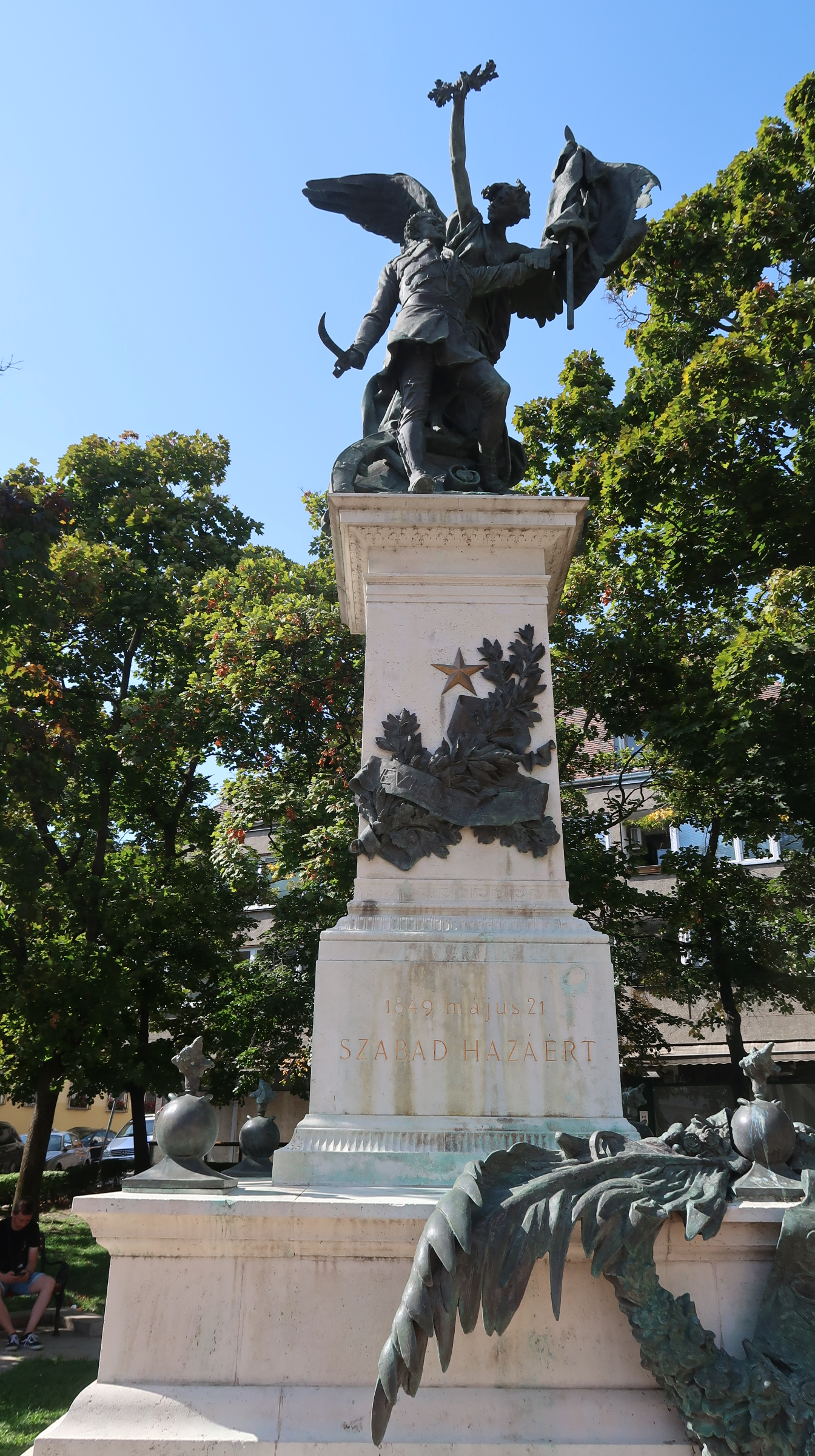
Honvéd-szobor

A Honvéd-szobor az 1849-ben Budavárat elfoglaló szabadságharcosok tiszteletére állított emlékhely.

## Történet
1871-ben a budai és óbudai honvéd egyesület elhatározta, hogy emléket állítanak az 1848-49-es szabadságharc során Budavárat elfoglaló magyar honvédseregnek. Az egyesület Zala György szobrászművészt bízta meg az emlékmű elkészítésével. A szobrot 1893. május 21-én leplezték le. A szobor minél gyorsabb elkészítése érdekében Duckerst budapesti belga nagykövet személyesen közbenjárt, ezért a szobor gipszmintáit Zala György a belga állami múzeumnak ajándékozta. A szobrot a brüsszeli "Compagnie les bronces" ércöntő műhelyben öntötték ágyúércből.

## A szobor leírása
A talpazat anyaga mészkő magassága 5,3 m, a szobor anyaga bronz magassága 4,2 m. A szobor egy a vár bevételekor megsérült honvédtisztet ábrázol, jobbján kard bal kezében pedig a magasra kitartott nemzeti lobogó. Fölötte Géniusz alakjának szobra emelkedik amint az érdem koszorúját készül a sebesült tiszt homlokára helyezni. A talpazatának négy sarkán egy-egy vasgolyó található. A talpazaton "1849. május 21. Szabad Hazáért" felirat olvasható. A felirat felett a posztamens törzsét és a  bronz babérágat átfogó szalagon: "A névtelen hősöknek", a zászlószalagon: "Szabadság vagy halál", a bronzkoszorú szalagján: "Harcunk az igazak harca volt, Győzelmünk a Nemzet diadala" felirat olvasható.

## A szobor elhelyezkedése
A szobor a Várnegyed központi részén található a Dísz téren. A Dísz tér főként egy- és kétemeletes régi lakóházak által határolt, észak-déli irányban elnyújtott terület Budapest I. kerületében.